# 詹姆斯·塔利 (爱尔兰政治家)
詹姆斯·塔利（1915年9月18日—1992年5月20日）是一位爱尔兰工党政治家，1954年至1957年担任地方政府部长，1973年至1977年担任工党副领袖，1981年至1982年担任国防部长。